# The Boxer
The Boxer és una pel·lícula dramàtica anglo-irlando-estatunidenca dirigida per Jim Sheridan, estrenada el 1997. Ha estat doblada al català. La pel·lícula tracta el tema de la lluita armada a Irlanda del Nord.

## Argument
El film es desenvolupa a Belfast. Un boxador, antic membre de l'Exèrcit republicà irlandès (IRA), ha purgat catorze anys de presó per a un atemptat que no ha comès. D'altra banda mai ha denunciat els autors. A la seva sortida, es consagra totalment a la boxa. Però els seus antics amics de l'IRA el sol·liciten.

## Repartiment
- Daniel Day-Lewis: Danny Flynn
- Emily Watson: Maggie
- Brian Cox: Joe Hamill
- Ken Stott: Ike Weir
- Gerard McSorley: Harry
- Ian McElhinney: Reggie Bell

## Premis i nominacions

### Premis
- 1999: Premi Goya al millor film europeu
- 1998: Reader Jurat of the "Berlín er Morgenpost" al Festival Internacional de Cinema de Berlín
- 1997: World Animació Celebració

### Nominacions
- 1999: nominat al PFS Award, categoria pau
- 1998: nominat al ASC Award per a Chris Menges
- 1998: nominat a l'Os d'or al millor film al Festival Internacional de Cinema de Berlín
- 1998: 3 nominacions al Premis Globus d'Or, millor director, millor film dramàtic i millor actor

## Crítica
- "Apassionant història d'amor, boxa i el terrorisme de l'IRA"[3]
- "L'actuació de Lewis és inoblidable"[4]